# تسیوانگیانا
تسیوانگیانا (به لاتین: Tsivangiana) یک منطقهٔ مسکونی در ماداگاسکار است که در واتومندری واقع شده‌است. تسیوانگیانا ۱۰٬۰۰۱ نفر جمعیت دارد و ۹ متر بالاتر از سطح دریا واقع شده‌است.